# Democracia deliberativa

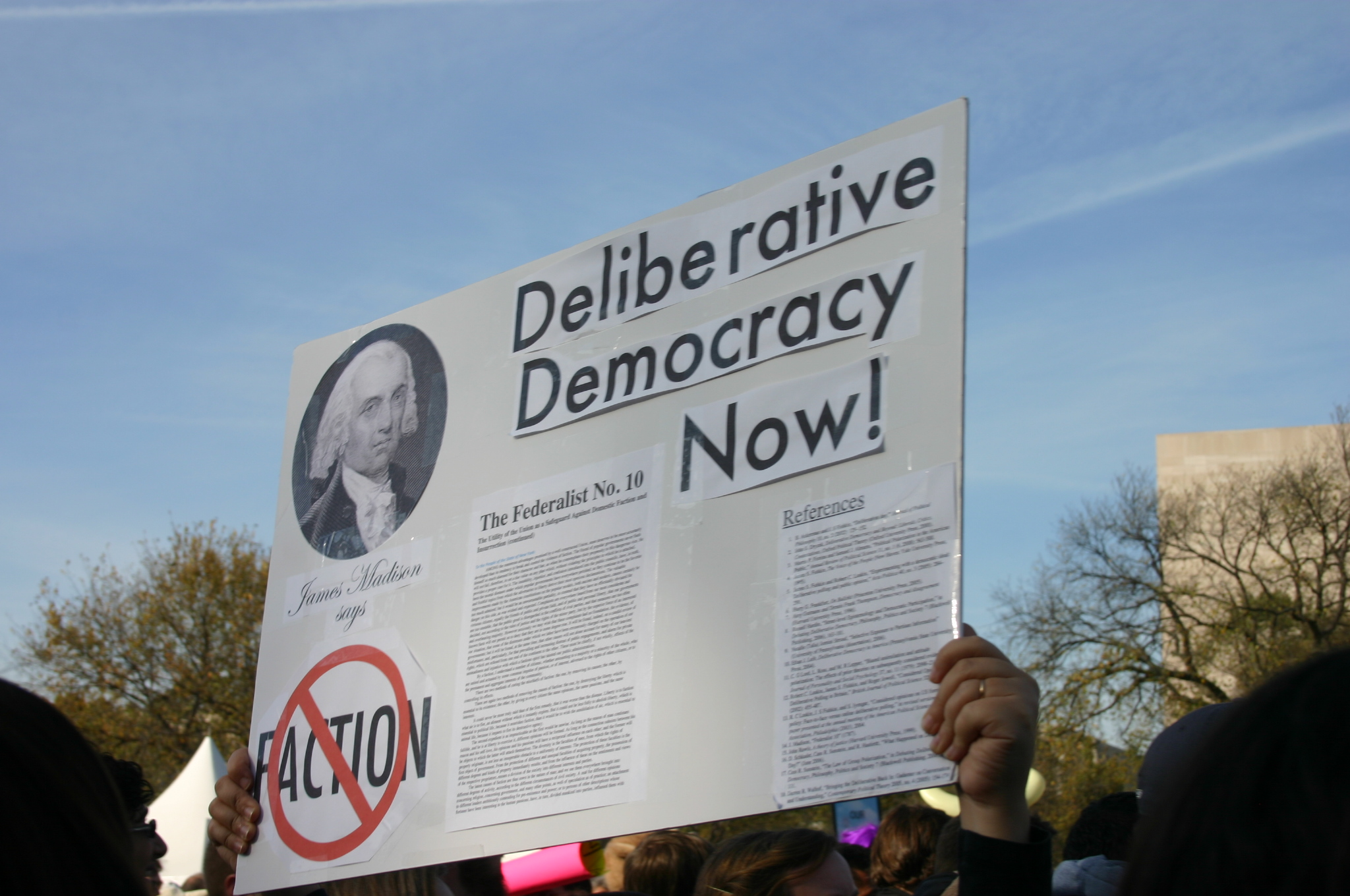
Apelam ao estabelecimento de democracia deliberativa

A Democracia deliberativa, criada pelo alemão Jürgen Habermas, constitui-se como um modelo ou processo de deliberação política democrática caracterizado por um conjunto de pressupostos teórico-normativos que incorporam a participação da sociedade civil na regulação da vida coletiva.
Trata-se de um conceito que contraria o liberalismo e está fundamentalmente ancorado na ideia de que a legitimidade das decisões e ações políticas deriva da deliberação pública da maioria, pelos cidadãos, em geral, livres e iguais. É fundamental levar em conta que, em princípio, o conceito de "deliberação" pode se relacionar a dois tipos de situação: uma primeira, na qual o que está em jogo é, de fato, o poder de decidir (isto é, quando uma decisão se mostra mandatória); uma segunda situação, relativa preferencialmente à disposição dos agentes em discutir, com a finalidade de aprimorar suas perspectivas de mundo (sem, necessariamente, precisar ser tomada uma decisão).
Com sua base no exercício da razão comunicacional, a democracia deliberativa está fundada na premissa de que cidadãos e representantes políticos se devem justificativas mútuas. Essa troca de justificativas construiriam soluções mais legítimas e complexas e pode viabilizar um esclarecimento recíproco dos cidadãos e a formação da opinião pública. Para muitos estudiosos, a troca é vista como a base do debate público e é fundamental para a legitimidade democrática de uma sociedade.

## Modelotwo-track
Traduzido literalmente, o modelo two-track da teoria da democracia deliberativa, postulada pelo alemão Jürgen Habermas, significa modelo de duas vias. Neste seu modelo, Habermas explica que o poder comunicativo deriva da influência pública sobre processos institucionais como eleições, tomadas de decisões e debates sobre leis, através da produção de fluxos comunicativos em esferas públicas articuladas.
Conforme explicado, o modelo two-track funciona como duas vias. Em uma delas, a linguagem comum que circula na esfera pública deve ser traduzida para uma linguagem sistêmica (especializada), visando tornar seu conteúdo passível influenciar (ou, como prefere Habermas, "programar") as ações do Estado (o conteúdo das leis, por exemplo).
Na outra via, deve acontecer o caminho inverso. A informação especializada deve ser “traduzida” para o público comum, tendo como objetivo tornar aquela informação inteligível para o público leigo.
Tomando como exemplo a mediação que o Direito produz na sociedade, esta ciência tornará em linguagem jurídica aspectos da vida cotidiana e da linguagem comum. No Direito Penal, por exemplo, o direito que o Estado possui de punir os atos ilícitos de um infrator é chamado de jus puniendi. Portanto, a partir desse termo em latim, a linguagem comum se tornou específica.
O caminho inverso seria justamente tornar compreensível termos específicos como o apresentado anteriormente.
Segundo o autor alemão, a opinião pública transformada em poder comunicativo a partir de processos democráticos, não pode decidir os resultados de uma eleição, por exemplo, mas pode direcioná-los

## Modelo de Gutmann e Thompson
Segundo Amy Gutmann e Dennis Thompson, a democracia deliberativa é uma forma de governo em que existe a necessidade de justificar decisões tomadas por cidadãos livres e seus representantes através de um processo onde é exposto a partir de uma forma de debate e de forma acessível a todos os interessados as razões. Isso é realizado para que seja possível chegar a uma aceitação mútua sobre a questão deliberada entre todos os presentes.
Para que seja realizado tal debate, Gutmann e Thompson afirmam que são necessários ter como base algumas exigências, nas quais os cidadãos e seus representantes devem seguir:
1. Reciprocidade: É necessário que tenha razões que são aceitas por todos os cidadãos e seus representantes envolvidos e procuram uma cooperação justa.
2. Publicidade: Essas razões precisam ser acessíveis para todos os cidadãos envolvidos. É necessário que seja feito um debate aberto e que as justificativas consigam alcançar a todos, e que isso seja feito de uma forma em que todos possam absorver tal discurso.
3. Prestação de contas (accountability).

Sendo assim, eles afirmam que os processos deliberativos são guiados por um vaivém argumentativo. Com isso, os atores não podem se ignorar, se respondendo mutuamente e operando em conjunto em um jogo argumentativo de troca de razões. Isso deve ocorrer em um espaço público e acessível para todos os cidadãos interessados, prestando contas sobre os seus discursos e atos.

## Opinião pública/deliberação pública e cultura pública
Segundo Bernhard Peters, a deliberação envolve o sentido discursivo da Cultura, mas nem tudo que é discursivo é deliberação. Nos conteúdos jornalísticos existem materiais como artigos de opinião e editoriais que valorizam e nos quais predominam a argumentação. Mas existem também os conteúdos noticiosos, de cunho, principalmente, informacional. Esses, não podem ser considerados deliberação, já que não há argumentação. A cultura pública pode ser entendida como o pano de fundo onde a Opinião pública se forma e pode ser questionada pela opinião pública.
Entretanto, não se pode afirmar que apenas os conteúdos opinativos são capazes de interferir na cultura pública, pois mesmo os textos informativos tem insumos para produzir modificações ou, pelo menos, discussões.
Deve-se considerar, ainda, que não necessariamente existe uma contraposição entre modelos deliberativos, de um lado, e modelos participativos, de outro. A Teoria Política contemporânea concede espaços para essas diferentes abordagens, reconhecendo os limites práticos de cada uma delas.